# Большой дом
Большой дом — неофициальное название административного здания в Санкт-Петербурге на Литейном проспекте, построенного в начале 1930-х для управления НКВД. Вошло в историю как символ насилия и террора периода репрессий.
В настоящее время в здании находится управление Федеральной службы безопасности Российской Федерации по Санкт-Петербургу и Ленинградской области. 
С 2001 года Большой дом включён в перечень объектов исторического и культурного наследия общероссийского значения в Петербурге.

## История
В конце 1920-х годов было снесено сожжённое в 1917-м здание Окружного суда (здание Старого Арсенала — В. И. Баженова) на Литейном проспекте (проспекте Володарского) № 4 в квартале между улицами Шпалерной (ул. Воинова) и Захарьевской (ул. Каляева), и в 1931—1932 годах, по инициативе С. М. Кирова, на его месте было выстроено административное здание, предназначенное для ОГПУ-НКВД. Заложенное в 1931 году, оно было открыто 7 ноября 1932 года (проект архитекторов А. И. Гегелло, А. А. Оля, Н. А. Троцкого с участием И. Ф. Безпалова, Н. Е. Лансере, Ю. В. Щуко, А. Н. Душкина, военного инженера-фортификатора Е. А. Яковлева и др.). Как тюрьма объект был сдан в эксплуатацию в ноябре 1934 года и меньше чем через месяц «Большой дом» заработал в полную мощь, принимая «кировский поток» — ленинградцев, массово арестованных по сфабрикованному НКВД делу об убийстве С. М. Кирова.
В комплекс зданий, принадлежавших ОГПУ-НКВД, входят также «Дом пропусков» на Литейном проспекте 6, построенный И. Ф. Безпаловым в 1930-е гг. на месте Сергиевского всей артиллерии собора, и старое здание царской тюрьмы — Дом предварительного заключения (ДПЗ) — так называемая «Шпалерка», расположенной на участке № 25 по Шпалерной улице. Её аббревиатура известна расшифровкой «Домой Пойти Забудь» и «Шпалерными тройками» — внесудебными органами из трёх человек, назначенными от НКВД, ВКП(б) и прокуратуры.

## Архитектура здания
Отделка и качество работ интерьеров и фасадов отличают этот памятник советской архитектуры от других зданий Ленинграда 1930-х годов. Решенный в монументальных формах конструктивизма и выходящий сразу на три городские магистрали, он занял ведущее положение в окружающей архитектурной среде и давно стал доминантой Литейного проспекта.
Объемное и плановое решение здания является примером поисков нового пути развития архитектуры в начале 1930-х годов. Один из авторов проекта, архитектор Н. А. Троцкий, считал, что это здание — «один из первых памятников нового направления, основанного на классических формах».
Внешняя архитектура здания проста и монументальна. Оно имеет симметричную объемно-пространственную структуру и лаконичный силуэт. Главный мотив центрального фасада состоит из чередующихся высоких пилонов и окон. Их подчеркнуто вертикальный ритм сочетается с горизонтальным несколько утяжеленным первым этажом, облицованным красным гранитом. Выразительны вертикальные объемы, угловые башни, контрастирующие своей остекленной поверхностью с центральной и боковыми частями. В то же время они спаяны в единую уравновешенную архитектурную композицию.
Главный фасад здания с парадным вестибюлем выходит на Литейный проспект. Архитектурно-пространственное решение вестибюля в уменьшенном объеме повторяется на всех остальных восьми этажах. На каждом этаже имеется небольшой холл с двумя круглыми столбами, облицованными искусственным мрамором черного цвета, который удачно сочетается с цветом стен, облицованных также искусственным мрамором светло-серого цвета с темными прожилками. Длинные коридоры освещаются с торцов и лестничных клеток. Вдоль коридоров по обеим сторонам расположены кабинеты, отделанные дубом. Мебель и архитектурное решение интерьеров составляют единый ансамбль.
В состав помещений здания входят зал заседаний, столовая, спортивный зал, библиотека и др. Наиболее интересно решен «Актовый» зал заседаний. Расположенный на седьмом этаже, он охватывает по высоте два этажа. Его архитектурное решение просто и торжественно. Пространство прямоугольного в плане зала с балконом перекрыто ребристым железобетонным потолком. Стены облицованы искусственным мрамором розового цвета разной степени интенсивности. Ограждение балкона выполнено из серого мрамора. Ритм отделки зала построен на чередовании вертикальных боковых простенков с оконными проемами, идущими от пола до потолка. Этот прием подчеркивается врезанными в простенки узкими вертикальными полосками из матового стекла, за которыми скрыто освещение. Две горизонтальные полосы встроенного освещения пересекают потолок по всей его длине. На стене, за эстрадой, находится барельефный профиль В. И. Ленина, выполненный в 1932 году из белого цемента, окрашенного в желтоватый тон. Автор барельефа — скульптор Г. Кепинов.

## Легенды и фольклор
- Согласно одной из легенд, «Большой дом» под землей имеет столько же этажей, сколько над ней. В фольклоре это легендарное обстоятельство превратилось в расхожий символ:

 — Какой самый высокий дом в Ленинграде?
 — Большой дом на Литейном. Из его подвалов виден Магадан.
- В 1950-х появился анекдот: «Проезжий выходит из здания Финляндского вокзала и останавливает прохожего:

— Скажите, пожалуйста, где здесь Госстрах?
Прохожий указывает на противоположный берег Невы и отвечает:
— Где Госстрах не знаю, а госужас — напротив.»
- Известно, что за все время блокады в дом на Литейном не попала ни одна бомба. По утверждению Н. А. Синдаловского, существовала легенда, что на верхнем этаже «Большого дома» якобы содержались пленные немецкие офицеры, и немецкие лётчики, зная об этом живом щите, устроенном чекистами, щадили здание[7][8].
- На улице Шпалерной

Стоит волшебный дом:
Войдёшь в тот дом ребёнком,
А выйдешь — стариком.
- В ночь с 13 на 14 июня 2010 года на Литейном мосту состоялась художественная акция арт-группы «Война». Акция заключалась в изображении фаллоса на дорожном полотне разводной части моста таким образом, что после развода моста 65-метровый рисунок поднялся напротив «Большого дома».
- «Литейный, 4» — детективный телесериал с элементами комедии и боевика производства телеканала «НТВ» о работе специального отдела по расследованию особо важных дел, расположившегося в доме № 4 по Литейному проспекту в Санкт-Петербурге.